# Perioculodes longimanus
Perioculodes longimanus is een vlokreeftensoort uit de familie van de Oedicerotidae. De wetenschappelijke naam van de soort is voor het eerst geldig gepubliceerd in 1868 door Bate & Westwood.